# 奥尔赛 (卢瓦-谢尔省)
奥尔赛（法語：Orçay，法語發音：[ɔʁsɛ]）是法国卢瓦-谢尔省的一个市镇，属于罗莫朗坦-朗特奈区。

## 地理
奥尔赛（47°17'26"N, 2°6'39"E）面积18.75 平方千米，位于法国中央-卢瓦尔河谷大区卢瓦-谢尔省，该省份为法国中北部省份，北起厄尔-卢瓦省，东北接卢瓦雷省，东南接谢尔省，南至安德尔省，西南接安德尔-卢瓦尔省，西北接萨尔特省。
与奥尔赛接壤的市镇（或旧市镇、城区）包括：楠赛、圣洛朗、维耶尔宗、武兹龙、泰耶。

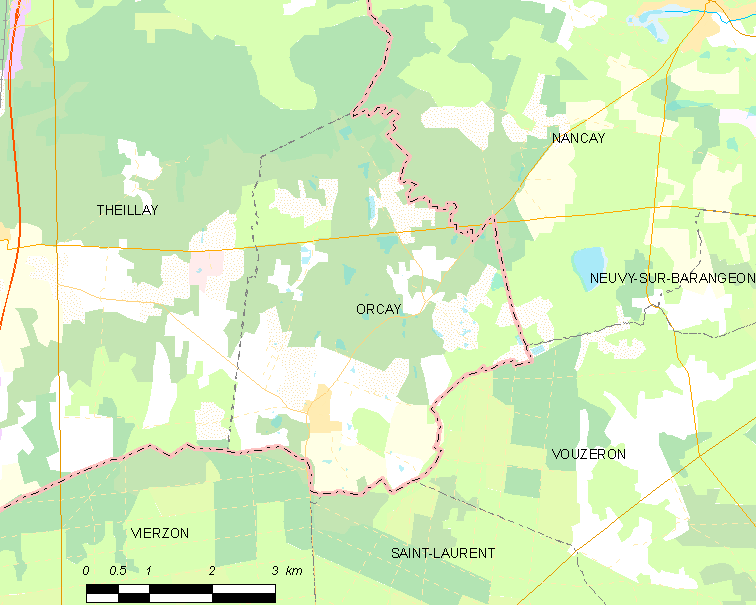
的OSM定位图

奥尔赛的时区为UTC+01:00、UTC+02:00（夏令时）。

## 行政
奥尔赛的邮政编码为41300，INSEE市镇编码为41168。

## 政治
奥尔赛所属的省级选区为谢尔河畔塞勒县。

## 人口

1962-2008年间人口变化图示

奥尔赛于2022年1月1日时的人口数量为216人。